# 大槻卓
大槻 卓（おおつき たく、1978年7月7日 - ）は、日本のラグビーレフリー（審判員）。

## プロフィール
- 愛知県名古屋市出身[2]。
- 現役時代のポジションはスタンドオフ(SO)。

## 略歴
2002年 レフリーを始める
。
2007年11月10日、トップリーグ第3節のNECグリーンロケッツ対九州電力キューデンヴォルテクスにてトップリーグでのレフリー初担当。
2011年 豊田自動織機シャトルズにチームレフリーとして加入。
2016年 川崎桜子と共に2016年リオ五輪・7人制ラグビー競技の担当レフリーになる。
2018年 現役引退。日本ラグビー協会セブンスレフリー育成担当
2021年 豊田自動織機シャトルズに復帰